# Trogonidae
Los trogónidos (Trogonidae) son la única familia del orden de los Trogoniformes. Engloba a seis géneros: Apaloderma, Pharomachrus (quetzales), Euptilotis, Priotelus, Trogon (también llamados sucurúas o surucuaes) y Harpactes.
La palabra griega trogon significa «mordisquear» y se refiere al hecho que estas aves horadan agujeros en los árboles o en termiteros para construir sus nidos. 
Los trogones son residentes de los bosques tropicales de todo el mundo, con la mayor diversidad en América Central y América del Sur. El género Apaloderma contiene las pocas especies originarias de regiones afrotropicales, y el género Harpactes es originario de Asia, más concretamente en las regiones indo-malayas. El resto de especies pertenecen a las regiones neotropicales.
Se alimentan de insectos, frutos y plantas, generalmente de la familia Lauracea, Theaceae, Myrsinaceae, Araliaceae, Verbenaceae, Solanaceae, Myrtaceae, Melastomataceae, Moraceae o Clusiaceae. Sus picos anchos y patas débiles reflejan su dieta y los hábitos arbóreos. Aunque su vuelo es rápido, estas aves son reticentes a volar cualquier distancia. Los trogones no emigran, a menos que haya escasez de alimentos.
Tienen un plumaje suave, a menudo muy colorido, con un marcado dimorfismo sexual. Algunos tienen un paladar esquizognato, algunos procesos basipterigoides, un gran vomer, 15 vértebras cervicales, cuatro muescas esternales profundas, de cuatro a cinco pares. Ponen huevos de color blanco o ligeramente pastel, y las crías tienden a tener una piel rosada, con características adicionales que varían dependiendo de la especie.

## Distribución y hábitat

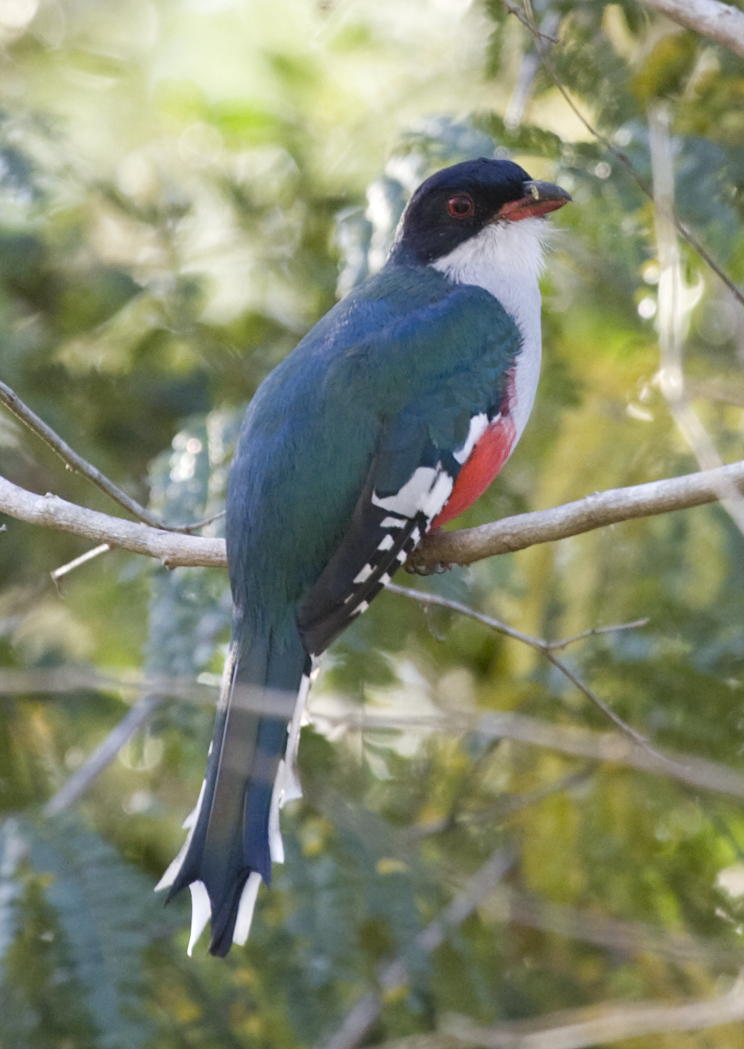
El trogón tocororo es una de las dos especies restringidas a las islas del Caribe.

La mayoría de los trogones son aves de bosques tropicales y subtropicales. Tienen una distribución cosmopolita en los trópicos húmedos del mundo, encontrándose en América, África y Asia. Unas pocas especies se distribuyen en la zona templada, con una especie, el trogón elegante, que llega al sur de los Estados Unidos, concretamente al sur de Arizona y sus alrededores. El trogón de Narina de África es ligeramente excepcional, ya que utiliza una gama de hábitats más amplia que cualquier otro trogón, que va desde el bosque denso hasta la sabana bastante abierta, y desde el Ecuador hasta el sur de Sudáfrica. Es el más extendido y exitoso de todos los trogones. El quetzal orejón de México también puede utilizar hábitats más xéricos, pero habita preferentemente en los bosques. La mayoría de las otras especies tienen un hábitat más restringido, con varias especies restringidas a los bosques primarios no perturbados. Dentro de los bosques tienden a encontrarse en el piso medio, ocasionalmente en el dosel.
Algunas especies, especialmente los quetzales, están adaptadas a los bosques montanos más fríos. Hay un número de especies insulares; éstas incluyen un número de especies que se encuentran en las islas mayores de la Sonda, una especie en las Filipinas así como dos especies endémicas de Cuba y La Española respectivamente. Sin embargo, fuera del sudeste asiático y del Caribe, los trogones suelen estar ausentes de las islas, especialmente de las oceánicas.
Los trogones son generalmente sedentarios, sin que se conozca ninguna especie que emprenda largas migraciones. Se sabe que un pequeño número de especies realiza pequeños movimientos migratorios, en particular las especies de montaña que se desplazan a altitudes más bajas durante las diferentes estaciones. Esto se ha demostrado mediante el rastreo por radio en el quetzal resplandeciente de Costa Rica y se han acumulado pruebas para varias otras especies. Se cree que el trogón Narina de África realiza algunas migraciones localizadas de corta distancia en algunas partes de su área de distribución, por ejemplo, las aves de la sabana de la meseta de Zimbabue parten después de la temporada de cría. Sin embargo, se carece de una imagen completa de estos movimientos. Los trogones son difíciles de estudiar ya que sus gruesos tarsos (huesos de las patas) dificultan los estudios de anillamiento.

## Morfología y vuelo

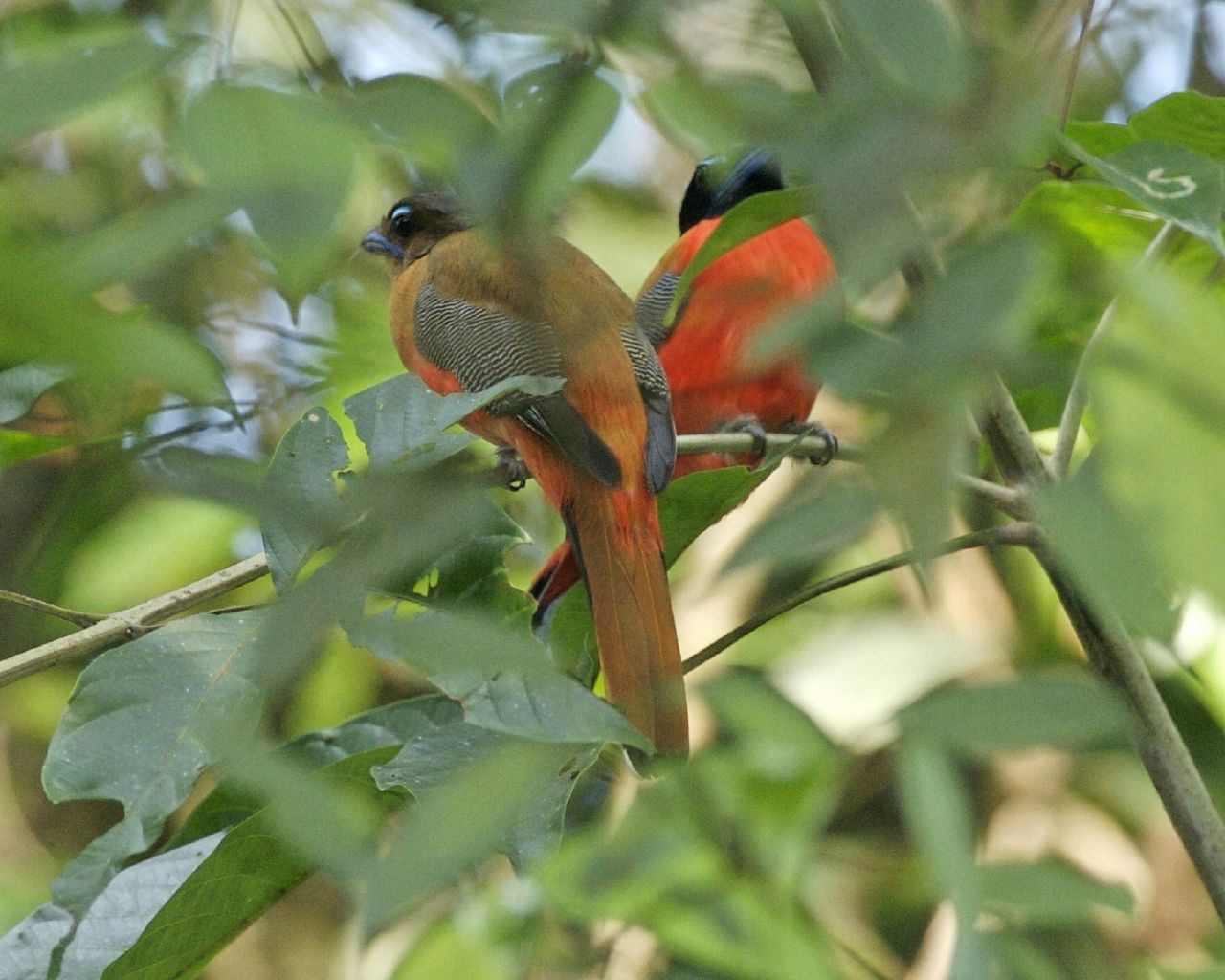
Una pareja de trogón culirrojo, mostrando el dimorfismo sexual en el plumaje. La hembra está a la izquierda, el macho a la derecha.

Los trogones como familia tienen un aspecto bastante uniforme, con cuerpos compactos y colas largas (muy largas en el caso de los quetzales), y cuellos cortos. Los trogones varían en tamaño desde el 23 centímetros (9,1 plg), 40 gramos (1,4 oz) trogón culirrojo hasta el 40 centímetros (15,7 plg), 210 gramos (7,4 oz) quetzal guatemalteco (sin incluir las serpentinas de la cola del quetzal macho 3 pies (0,9 m)). Sus patas y pies son débiles y cortos, y los trogones son esencialmente incapaces de caminar más allá de un arrastre muy ocasional a lo largo de una rama. Incluso son incapaces de girar sobre una rama sin usar las alas. La relación entre el músculo de las patas y el peso del cuerpo de los trogones es sólo del 3%, la proporción más baja conocida de cualquier ave. La disposición de los dedos de los pies de los trogones también es única entre las aves, aunque esencialmente se asemeja a la disposición de dos hacia delante y dos hacia atrás de los loros y otros casi paseriformes, los dedos reales están dispuestos con el hallux generalmente interno siendo el dedo trasero externo, una disposición que se conoce como heterodactilia. El fuerte pico es corto y la abertura amplia, particularmente en los quetzales que comen fruta, con un ligero gancho en el extremo. También hay una muesca en el extremo del pico y muchas especies tienen ligeras sierras en las mandíbulas. La piel es excepcionalmente tierna, por lo que la preparación de aves de estudio es difícil para los conservadores de museos. Los esqueletos de los trogones son sorprendentemente delgados, especialmente los cráneos, que son muy finos. El plumaje de muchas especies es iridiscente, aunque la mayoría de las especies asiáticas no lo son. Los trogones africanos son generalmente verdes en el dorso con el vientre rojo. Los trogones del Nuevo Mundo tienen igualmente las partes superiores de color verde o azul intenso, pero son más variados en las partes inferiores. Las especies asiáticas tienden a tener las partes inferiores rojas y el dorso marrón.

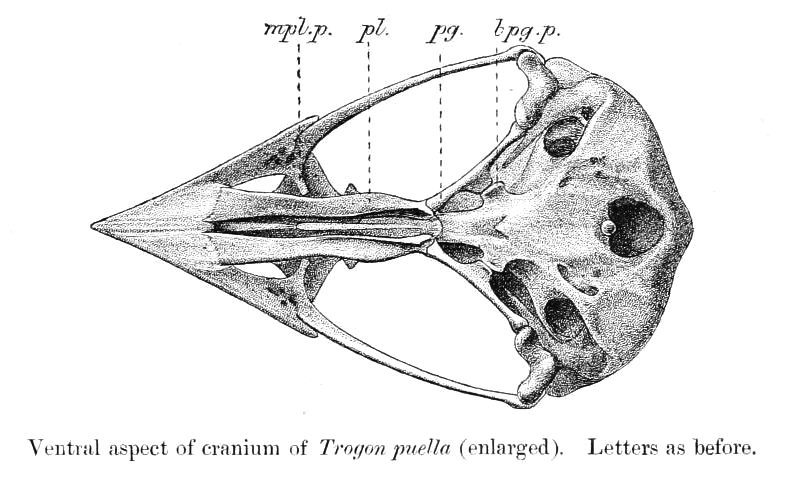
Cráneo de un trogón mostrando la presencia de un proceso basipterigoide (bpg.p.) y un paladar esquizognato.

Las alas son cortas pero fuertes, siendo la proporción del músculo del ala alrededor del 22% del peso del cuerpo. A pesar de la fuerza de su vuelo, los trogones no vuelan a menudo ni a grandes distancias, generalmente no vuelan más de unos cientos de metros cada vez. Sólo las especies de montaña suelen realizar vuelos de larga distancia. Los vuelos más cortos suelen ser directos y rápidos, pero los más largos son ligeramente ondulados. Su vuelo puede ser sorprendentemente silencioso (para los observadores), aunque el de algunas especies es bastante ruidoso.

### Llamadas
La vocalización de los trogones es generalmente ruidosa y poco compleja, y consiste en silbidos monosilábicos emitidos en diferentes patrones y secuencias. Entre los géneros asiáticos, el trogón de Sumatra (Apalharpactes) tiene la llamada más atípica de todos los trogones, la investigación aún no ha establecido si el trogón de Java, estrechamente relacionado, tiene una llamada similar. Las llamadas del otro género asiático, Harpactes, son notablemente uniformes. Además de las llamadas territoriales y de reproducción emitidas por los machos y las hembras durante las temporadas de cría, se ha registrado que los trogones tienen llamadas de agresión emitidas por los machos competidores y llamadas de alarma.

## Comportamiento
Los trogones son generalmente inactivos fuera de los infrecuentes vuelos de alimentación. Entre los observadores de aves y los biólogos se ha señalado que "[a]demás de su gran belleza [son] notorios... por su falta de otras cualidades inmediatamente atractivas". Su falta de actividad es posiblemente una defensa contra la depredación; se ha informado de que los trogones de todos los continentes se desplazan por las ramas para mantener siempre sus espaldas de colores menos brillantes vueltas hacia los observadores, mientras que sus cabezas, que al igual que los búhos pueden girar 180 grados, vigilan al observador. Los trogones han sido presa de halcones y mamíferos depredadores; un informe fue de un quetzal guatemalteco tomado mientras empollaba a los jóvenes por un margay.

### Dieta y alimentación
Los trogones se alimentan principalmente de insectos, otros artrópodos y frutas; en menor medida se toman algunos pequeños vertebrados como lagartijas. Entre las presas de insectos que toman uno de los tipos más importantes son las orugas; junto con los cucos, los trogones son uno de los pocos grupos de aves que las depredan regularmente. Sin embargo, se sabe que algunas orugas son venenosas para los trogones, como la Arsenura armida. El grado de consumo de cada tipo de alimento varía según la geografía y la especie. Los tres trogones africanos son exclusivamente insectívoros, mientras que los géneros asiático y americano consumen cantidades variables de fruta. La dieta está algo correlacionada con el tamaño, ya que las especies más grandes se alimentan más de fruta y las más pequeñas se centran en los insectos.
Las presas se obtienen casi siempre al vuelo. La técnica de búsqueda de alimento más empleada es un vuelo de planeo y atrape, en el que un trogón vuela desde una percha de observación hasta un objetivo en otra rama o en el follaje. Una vez allí, el pájaro se queda en el aire o se detiene y arrebata el objeto antes de volver a su percha para consumirlo. Este tipo de búsqueda de alimento es comúnmente utilizado por algunos tipos de aves para obtener presas de insectos; en los trogones y quetzales también se utiliza para arrancar fruta de los árboles. Las presas de insectos también pueden ser tomadas al vuelo, con el trogón persiguiendo a los insectos voladores de manera similar a los drongos y papamoscas. Las ranas, las lagartijas y los insectos grandes que se encuentran en el suelo también pueden ser atacados desde el aire. Más raramente, algunos trogones pueden arrastrarse por una rama para obtener insectos, huevos de insectos y, muy ocasionalmente, pájaros nidificantes. [Los trogones violáceos consumen avispas y larvas de avispas que encuentran mientras cavan sus nidos.

### Cría

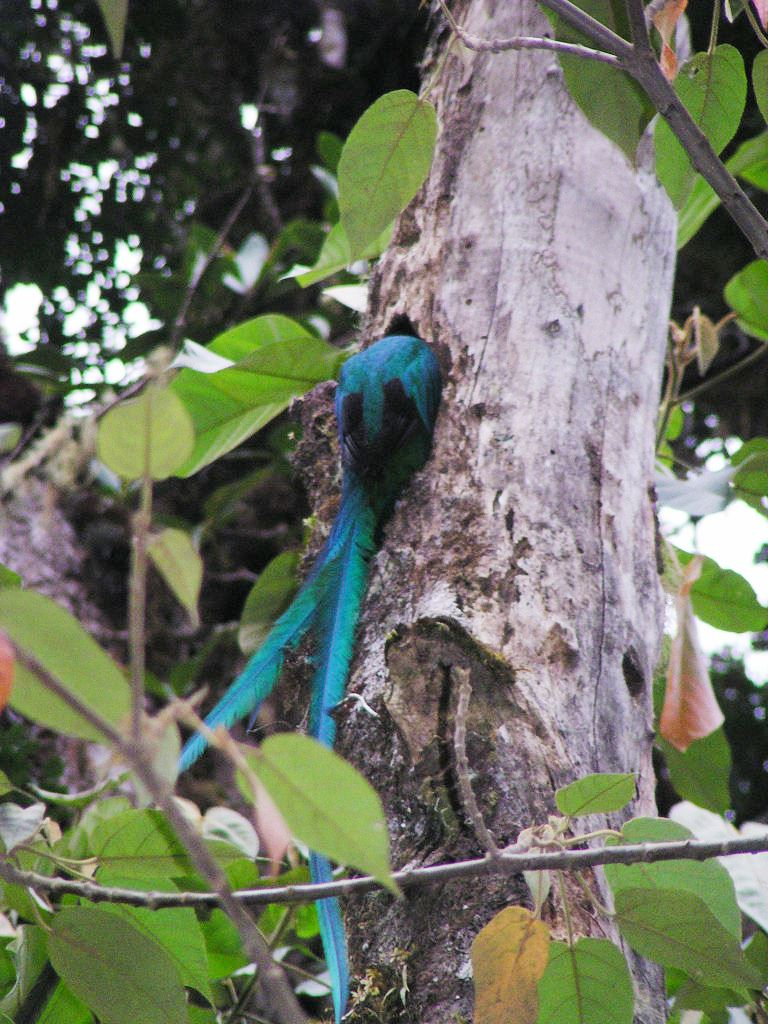
Un macho de quetzal guatemalteco entrando en su nido.

Los trogones son territoriales y monógamos. Los machos responden rápidamente a la reproducción de sus llamadas y repelen a otros miembros de la misma especie e incluso a otras especies que anidan en agujeros de los alrededores de sus sitios de anidación. Los machos atraen a las hembras cantando, y, en el caso del quetzal resplandeciente, emprendiendo vuelos de exhibición. Se han observado algunas especies en pequeñas bandadas de 3 a 12 individuos antes y, a veces, durante la temporada de cría, llamándose y persiguiéndose unos a otros, pero la función de estas bandadas no está clara.
Los trogones son aves que anidan en cavidades. Los nidos se excavan en madera podrida o en nidos de termitas, con una especie, el trogón violáceo, que anida en nidos de avispa.  Las cavidades de los nidos pueden ser tubos profundos inclinados hacia arriba que conducen a cámaras totalmente cerradas, o nichos abiertos mucho más superficiales (desde los que el ave es visible). Los nidos se excavan con el pico, lo que da nombre a la familia. La excavación de los nidos puede ser realizada por el macho solo o por ambos sexos. En el caso de los nidos excavados en los troncos de los árboles, la madera debe ser lo suficientemente fuerte como para no derrumbarse, pero lo suficientemente blanda como para excavar. Se ha observado que los trogones se posan en troncos de árboles muertos y golpean la madera con la cola, presumiblemente para comprobar su firmeza.
Se cree que los nidos de los trogones no suelen estar forrados. En un intento de anidación se ponen entre dos y cuatro huevos. Estos son redondos y generalmente de color blanco brillante o ligeramente coloreados (beige, gris, azul o verde), aunque se ensucian cada vez más durante la incubación. Ambos progenitores incuban los huevos (excepto en el caso del trogón carigualdo, en el que aparentemente el macho no participa), siendo el macho el que realiza una incubación larga al día y la hembra el resto del tiempo. La incubación parece comenzar tras la puesta del último huevo. El periodo de incubación varía según la especie, y suele durar entre 16 y 19 días. Al nacer, los polluelos son altriciales, ciegos y desnudos. Los pollos adquieren las plumas rápidamente en algunas especies de montaña, en el caso del trogón mejicano en una semana, pero más lentamente en especies de tierras bajas como el trogón de cabeza negra, que puede tardar el doble. El periodo de nidificación varía según la especie y el tamaño, y las especies más pequeñas suelen tardar entre 16 y 17 días en emplumar, mientras que las especies más grandes pueden tardar hasta 30 días, aunque lo más habitual es entre 23 y 25 días.